# Camaridium bracteatum
Camaridium bracteatum är en orkidéart som först beskrevs av Rudolf Schlechter, och fick sitt nu gällande namn av Rudolf Schlechter. Camaridium bracteatum ingår i släktet Camaridium och familjen orkidéer. Inga underarter finns listade i Catalogue of Life.